# Tornos calcasiata
Tornos calcasiata är en fjärilsart som beskrevs av Samuel E. Cassino och Louis W. Swett 1923. Tornos calcasiata ingår i släktet Tornos och familjen mätare. Inga underarter finns listade i Catalogue of Life.